# KZ Auschwitz

Interessengebiet des KZ Auschwitz (etwa 40 Quadratkilometer)

Das Konzentrationslager Auschwitz, kurz auch KZ Auschwitz,  Auschwitz oder zeitgenössisch K.L. Auschwitz genannt, war der größte deutsche Komplex aus Gefangenenlagern zur Zeit des Nationalsozialismus. Auschwitz hatte eine Doppelfunktion als Konzentrations- und Vernichtungslager. Der sukzessive ausgebaute Lagerkomplex bestand aus dem Konzentrationslager Auschwitz I (Stammlager), dem Vernichtungslager Birkenau – Konzentrationslager Auschwitz II, dem Konzentrationslager Monowitz und 47 weiteren Außenlagern. Er befand sich am Westrand der polnischen Stadt Oświęcim (deutsch: Auschwitz) im vom Deutschen Reich annektierten Teil von Polen und wurde von der SS von 1940 bis 1945 betrieben.
Die während des Zweiten Weltkrieges europaweit gefangen genommenen Menschen wurden per Bahn in das KZ Auschwitz deportiert, etwa 90 % waren Juden. Die Herkunftsländer waren hauptsächlich Belgien, Deutschland, Frankreich, Griechenland, Italien, Jugoslawien, Luxemburg, Niederlande, Österreich, Polen, Rumänien, Sowjetunion, Tschechoslowakei und Ungarn. In Auschwitz fand im Zuge der sogenannten „Endlösung der Judenfrage“ (später auch Holocaust oder Shoah genannt) ein systematischer und fabrikmäßiger Mord an europäischen Juden statt, aber auch andere durch das NS-Regime verfolgte Gruppen wurden dort eingesperrt und ermordet. Die Zahl der Todesopfer beläuft sich auf 1,1 bis 1,5 Millionen Menschen. Die genaue Opferzahl konnte nicht ermittelt werden.
Am 27. Januar 1945 befreite die von Osten vorrückende Rote Armee den Lagerkomplex. In der Nachkriegszeit ist der Name „Auschwitz“ zu einem Symbol für den Holocaust geworden. Der Jahrestag der Befreiung des KZ Auschwitz ist seit 1996 in Deutschland, seit 2005 international der öffentlich begangene Tag des Gedenkens an die Opfer des Nationalsozialismus.

## Lagerbestandteile

### Auschwitz I (Stammlager)

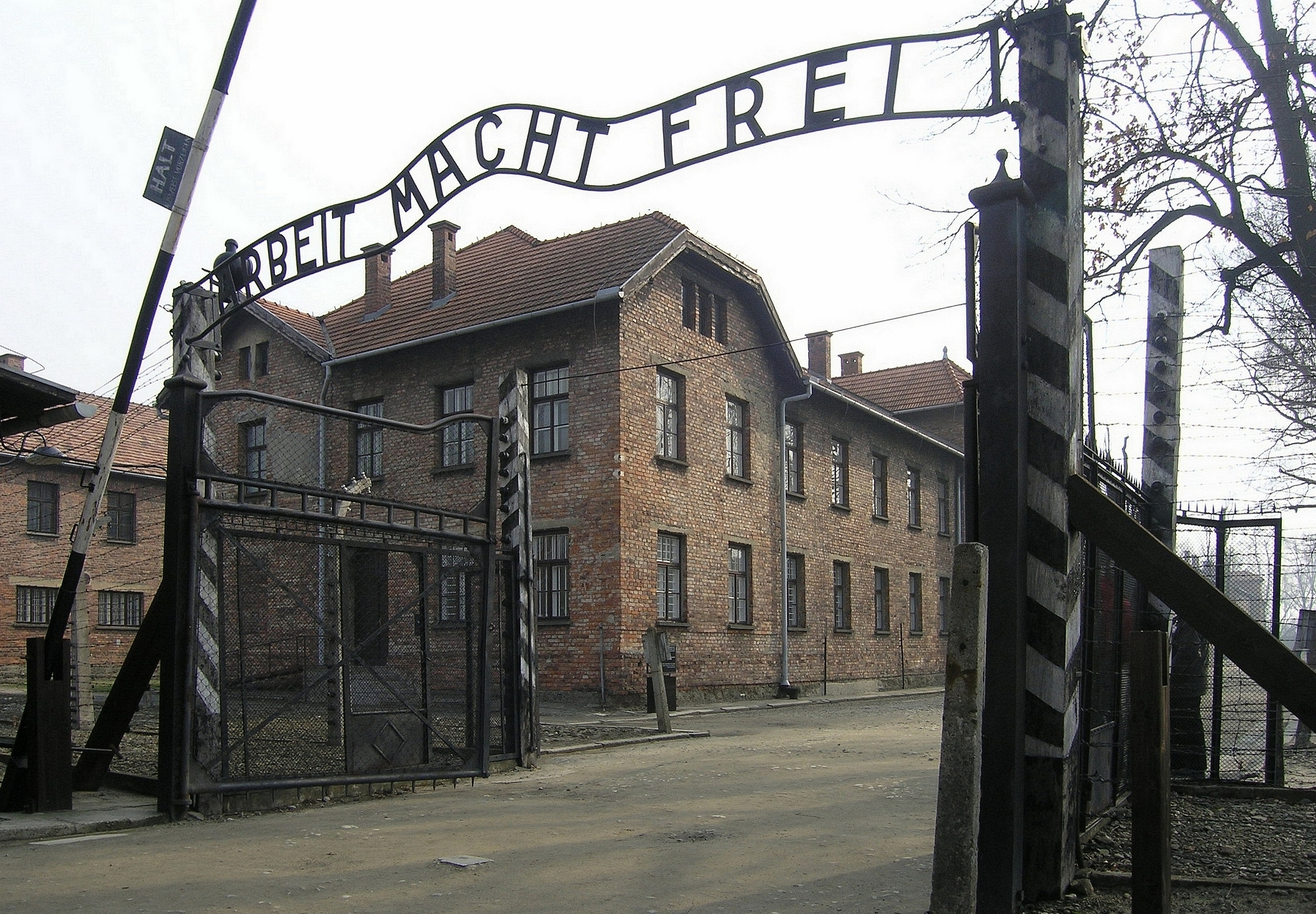
Eingangstor des KZ Auschwitz I (Stammlager) mit der Aufschrift „Arbeit macht frei“ (2007)

Am 1. Februar 1940 erteilte der Reichsführer SS Heinrich Himmler dem Inspekteur der Konzentrationslager Richard Glücks die Weisung, im Altreich und in den besetzten Ostgebieten, geeignete Gebäudekomplexe, Gefängnisse und Lager auf deren Verwendungsmöglichkeiten als Konzentrationslager zu prüfen. In der Weisung Himmlers wurde Auschwitz auch namentlich genannt. Zwei Untersuchungen durch Glücks und den späteren Lagerkommandanten Rudolf Höß kamen zu dem Schluss, dass Auschwitz zur Errichtung eines solchen Lagers in Frage käme. Daraufhin ordnete Himmler am 27. April 1940 den Bau eines Konzentrationslagers in Auschwitz an.
Die Lage war unter Verantwortung des Reichsführers-SS bereits in der Planungsphase als verkehrstechnisch günstig gewählt worden. Auschwitz hatte im 19. Jahrhundert zu Österreich-Ungarn gehört und in dieser Zeit Anschluss an die Bahnlinie Wien – Krakau erhalten. Dieser Bahnanschluss vereinfachte die rasche Deportation von Juden aus vielen Gebieten Europas nach Auschwitz. Die dünn besiedelte Umgebung mit ihren Flussläufen als natürlichen Näherungs- und Fluchthindernissen schotteten die Anlage ab, so dass öffentliche Einblicke erschwert wurden.
Der später sehr große Lagerkomplex Auschwitz startete mit der Errichtung des Stammlagers, meist K.L. Auschwitz I genannt. Die SS errichtete das Stammlager in den Gebäuden einer ehemals polnischen Kaserne. Sie war relativ neu gebaut worden und gut erhalten. Am 20. Mai 1940 trafen die ersten Häftlinge im Lager ein. Das Stammlager wurde später Verwaltungszentrum. Im März 1941 ordnete Himmler eine Vergrößerung des Lagers an einem in der Nähe liegenden Dorf an. Der Block 11 war ein lagerinternes Gefängnis mit Stehbunker. Tausende seiner Häftlinge wurden selektiert und an der Schwarzen Wand erschossen. Nach Fluchtversuchen schickte die SS zu Abschreckungszwecken andere Häftlinge in den Bunker und verurteilte sie damit zum Hungertod.

### Auschwitz II (Vernichtungslager Birkenau)

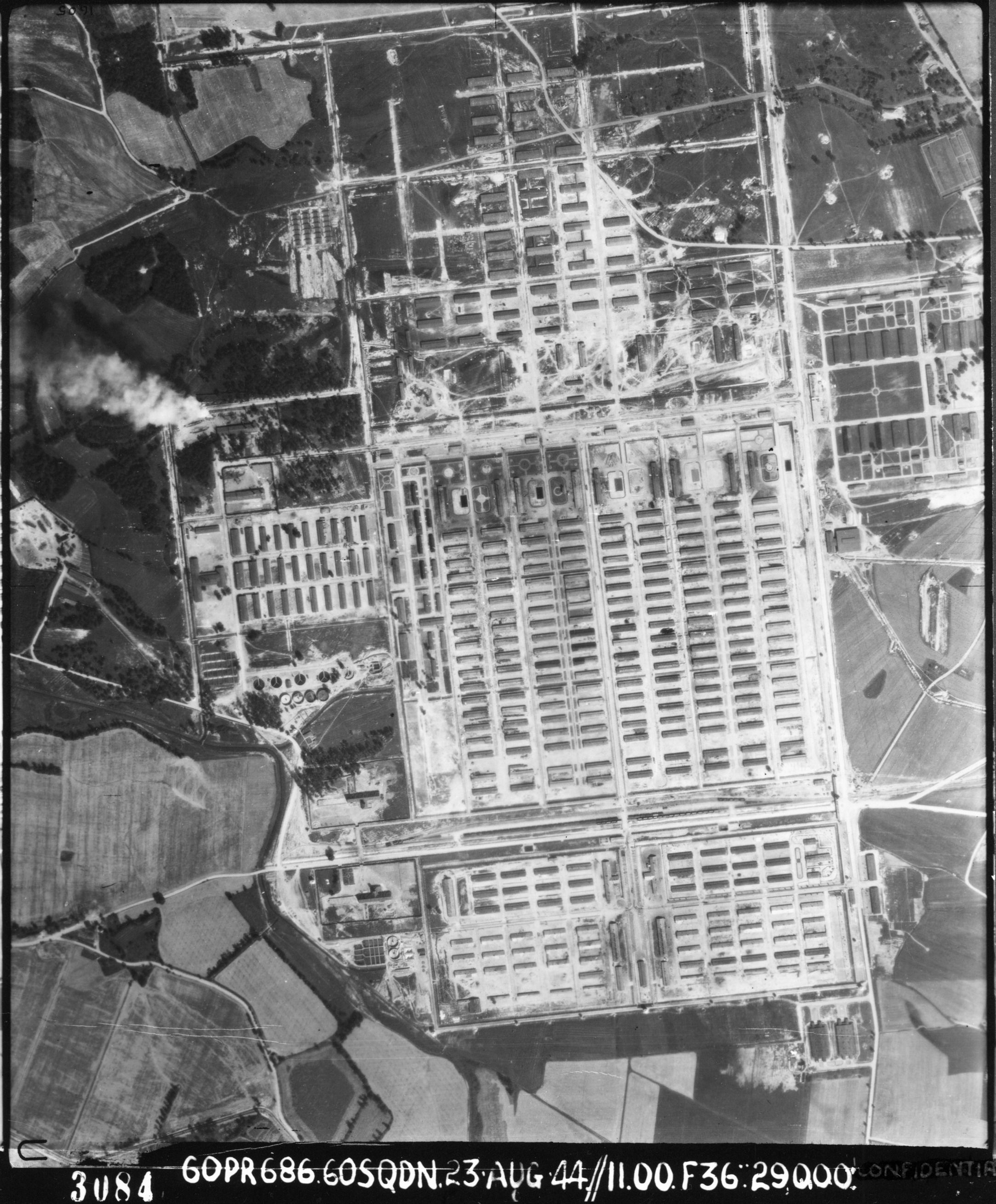
Luftaufnahme der RAF von Birkenau, aufsteigender Rauch der Verbrennungsgruben (August 1944)

Am 1. März des Jahres 1941 erhielt Rudolf Höß von Himmler aus Anlass einer Besichtigung des Stammlagers den Befehl, ein zusätzliches Arbeitslager für zunächst 100.000 Häftlinge zu bauen. Dessen Kapazität sollte später auf 200.000 erhöht werden. Im Oktober 1941 begann der Bau des riesigen zweiten Lagers. Das Dorf Brzezinka (dt. Birkenau) wurde nach Umsiedlung der Bevölkerung komplett abgerissen und durch Baracken ersetzt. Verwaltungstechnisch war es dem Stammlager untergeordnet. Den Lagerbereich Auschwitz–Birkenau ließ die SS als Vernichtungslager errichten, mit dem Ziel der industrialisierten Vernichtung von Menschen. An diesem Ort wurden über eine Million Menschen ermordet, größtenteils Juden, Sinti und Roma aus ganz Europa (Anm.: auch außerhalb des KZ-Systems betrieb die SS industrialisierte Vernichtung, vgl. Überblick zu Vernichtungslagern des NS-Regimes).
Das etwas abseits stehende „Rote Haus“ wurde am 20. März 1942 erstmals für Vergasungen benutzt. Das umgerüstete „Weiße Haus“ wurde ab Mitte 1942 als Gaskammer genutzt. Ab dem ersten Halbjahr 1943 gingen die vier neu errichteten Krematorien in Betrieb, die im Untergeschoss die großen Gaskammern des Lagers enthielten.
Die einzelnen Bereiche des 1,7 Quadratkilometer umfassenden Vernichtungslagers wurden Lagerblöcke (A, B, C etc.) genannt; sie waren nacheinander Haftort für verschiedene Opfergruppen. Es gab auf der rechten Seite (vom Eingang her gesehen) Holzbaracken für die Frauen und Kinder unter 14 Jahren. Dazu zählten das „Familienlager Theresienstadt“ bzw. das Frauenlager (Block B I). Auf der linken Seite befanden sich Ziegelbaracken für die Männer. Ab Sommer 1944 hatten ungarische Nationalsozialisten in Budapest die Macht übernommen, was von Eichmann zu verstärkten Deportationen ungarischer Juden genutzt wurde (siehe „Ungarn-Aktion“). Besondere Verfolgung erlitten neben Juden auch die so genannten „Zigeuner“. Die SS errichtete für „Zigeuner“ im Konzentrationslager einen besonderen Block und nannte ihn „Zigeunerlager Auschwitz“. Hier war auch Josef Mengele mit Experimenten an Menschen tätig.

### Auschwitz III (Lager Buna, Lager Monowitz)

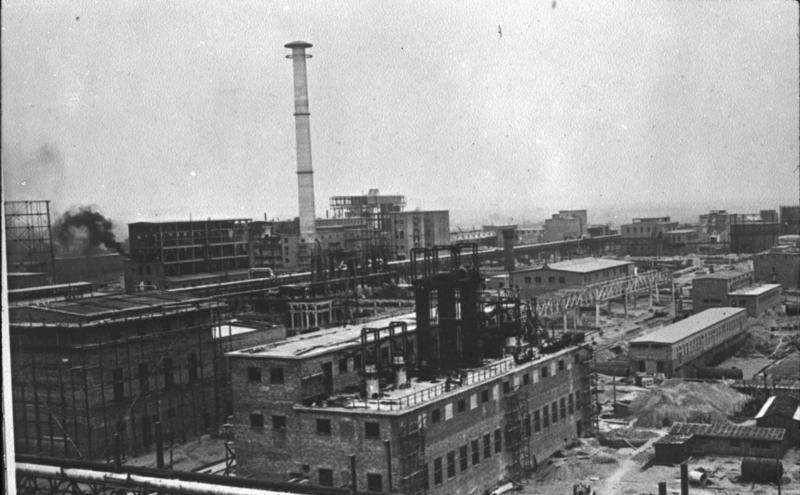
I.G. Farben: Monowitz (1941)

Im KZ Auschwitz–Monowitz, erst Auschwitz III, später Konzentrationslager Monowitz genannt, mussten Häftlinge Zwangsarbeit unter lebensunwürdigen Bedingungen verrichten (Vernichtung durch Arbeit). Gefangene, die ihre Arbeitsfähigkeit verloren, wurden selektiert und weiter in das Vernichtungslager A-II deportiert. Das Lager wurde, eine Besonderheit bei Konzentrationslagern, auf Initiative und Kosten der I.G. Farben AG zusammen mit Fabrikationsstätten der Firma ab 1941 im Ort Monowice, der auch über einen Bahnanschluss an der Bahnlinie Oswiecim-Krakow verfügte, errichtet und am 28. Oktober 1942 in Betrieb genommen.
Es war ab November 1943 ebenfalls Stammlager für weitere Nebenlager mit einem auch dafür zuständigen eigenen SS-Kommandanten.

### Weitere Außenlager und Außenkommandos

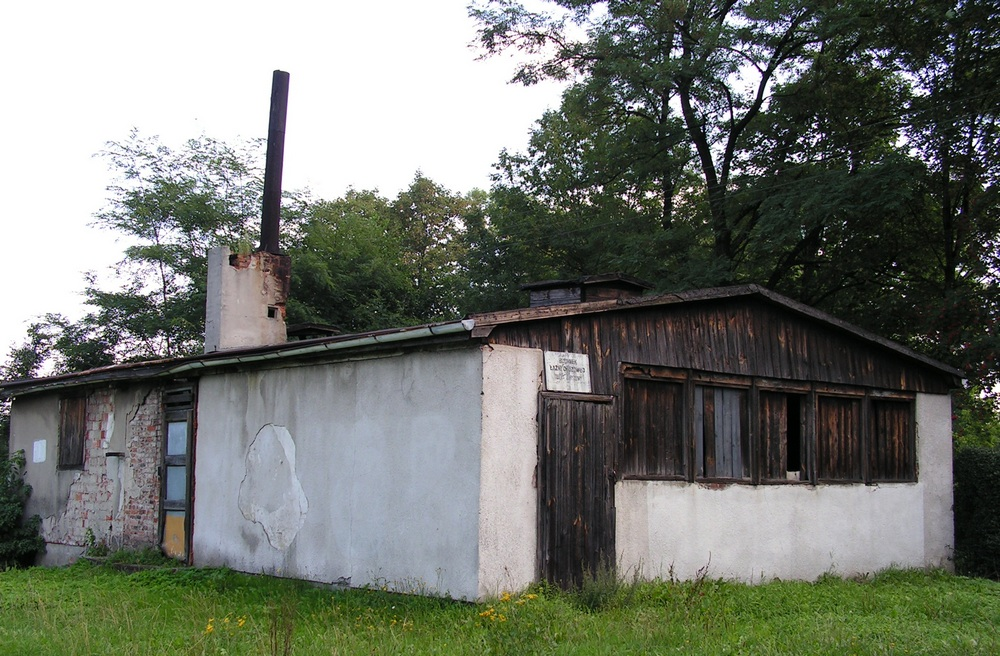
Jawischowitz, eines der 47 Außenlager des KZ Auschwitz, Überreste einer Baracke (2006)

Das KZ Auschwitz hatte 47 Außenlager. Viele Häftlinge kamen dort aufgrund der Arbeits- und Lebensbedingungen zu Tode (siehe Vernichtung durch Arbeit).
Die Außenlager unterstanden verwaltungstechnisch bis zur Neugliederung des Lagerkomplexes im November 1943 dem Stammlager KZ Auschwitz I. Die SS bezeichnete sie uneinheitlich, z. B. als Arbeitslager, Außenlager, Außenkommando, KZ, SS-Arbeitslager oder Zweiglager.
Diese Außenlager befanden sich zum Teil im weiteren Umkreis, auch außerhalb des Landkreises, in dem durch die Flüsse Sola und Weichsel umgrenzbaren etwa 40 Quadratkilometer großen „Interessengebiet KL Auschwitz“. Zu ihnen zählten u. a. das Außenlager Althammer, das Außenlager Blechhammer, das Außenlager Eintrachthütte, das Außenlager Fürstengrube, das Außenlager in Hindenburg, das Außenlager Janinagrube, das SS-Arbeitslager Neu-Dachs sowie das Arbeitslager Krakau-Plaszow. In einigen Außenlagern mussten die Häftlinge in Bergwerken arbeiten. Auch den Landwirtschaftsbetrieben des KZ Auschwitz waren Nebenlager angeschlossen.
Von der Lager-SS dazu bestimmte Häftlingsgruppen mussten täglich zur Zwangsarbeit in benachbarten Betrieben marschieren. Sie wurden dementsprechend als Arbeitskommandos oder Außenkommandos bezeichnet und durch Posten überwacht. Die Zahl der Häftlinge wurde beim Verlassen und der Rückkehr genau erfasst.

## Geographische Lage

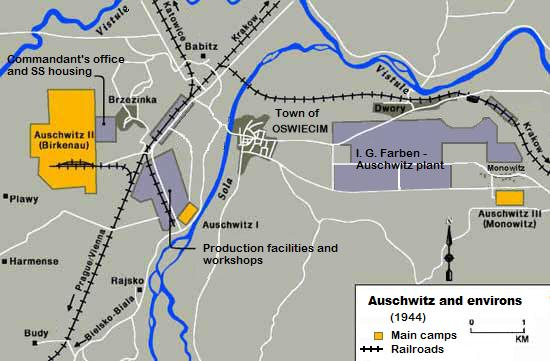
Karte des Lagerkomplexes Auschwitz mit den Eisenbahn-Anbindungen

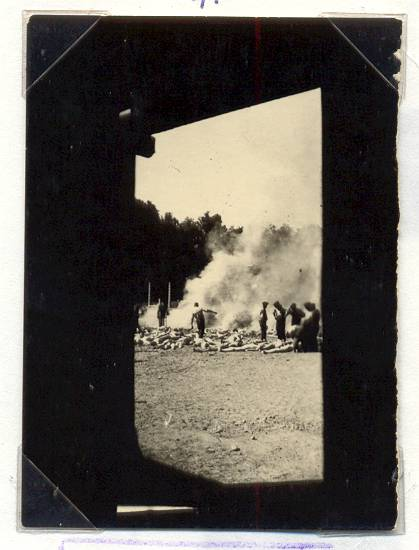
Während der „Ungarn-Aktion“ 1944 war die Kapazität der Krematorien in Auschwitz überlastet, es wurden zusätzliche Verbrennungsgruben errichtet. Eine der Sonderkommando-Fotografien, die 1944 heimlich von einem Häftling des Sonderkommandos, vermutlich Alberto Errera, aufgenommen wurden.

Das Stammlager (Auschwitz I) ließ die SS in einer ehemaligen polnischen Kaserne, südwestlich der Stadt Oświęcim, errichten. Die Region gehörte zum Grenzgebiet zwischen dem 1939 durch Annexion erweiterten Deutschen Reich und dem Generalgouvernement.
Das Vernichtungslager Birkenau (Auschwitz II) wurde im Herbst des Jahres 1941 drei Kilometer entfernt nordwestlich vom Stammlager Auschwitz I neu errichtet.
Beide Lager lagen im „Interessengebiet KL Auschwitz“, einem durch die Flüsse Sola und Weichsel gebildeten Dreieck von circa 40 km² Fläche.
Der Lagerbereich Monowitz (Auschwitz III) wurde Ende Oktober 1942 durch die I.G. Farben AG eingerichtet. Es lag sechs Kilometer östlich vom Stammlager entfernt, auf dem Gelände der Buna-Werke der I.G. Farben AG.
Die Anbindung an den Schienenverkehr erfolgte nach Norden in die Richtungen Warschau und Breslau (weiter nach Berlin). Nach Süden führte das Schienennetz in die Richtungen Prag, Budapest, Wien und Bratislava. Zwei Strecken führten in östlicher Richtung nach Krakau und weiter in die Ukrainische SSR.

## Öffentliche Verwaltungsstruktur
Der nach dem Ersten Weltkrieg entstandene Landkreis Oświęcim (Auschwitz) war im Zuge einer Gemeindereform 1932 aufgelöst und den Landkreisen Wadowice und Bielsko-Biała zugeteilt worden. Bereits drei Tage nach dem Beginn des Zweiten Weltkrieges, am 4. September 1939, wurde die Stadt Auschwitz von deutschen Wehrmachtstruppen eingenommen und einen Monat später dem Deutschen Reich einverleibt. Die nachträgliche Legitimierung durch die deutsche Besatzungsmacht erfolgte am 21. Dezember 1939 durch die sogenannte „Verordnung über die Einführung der Deutschen Gemeindeordnung in den eingegliederten Ostgebieten“. Am 30. November 1940 wurde die Stadt, die nun Auschwitz genannt wurde, Verwaltungsmittelpunkt eines neuen Amtsbezirks. Dieser bestand aus der Stadt Auschwitz und den umliegenden Gemeinden Babitz, Birkenau, Broschkowitz, Dwory, Klutschnikowitz, Monowitz, Poremba-Wielka, Stara-Stawy, Wlocienitz und Zaborz-Ost. Das Gebiet um Auschwitz bildete nun im westlichen Abschnitt des neuen Landkreises Bielitz einen Teil des neuen Regierungsbezirk Kattowitz.
Fast zeitgleich mit der Entscheidung Himmlers zum Bau des Lagers begann das „Zentralbodenamt“, eine Dienststelle Himmlers in seiner Funktion als Reichskommissar für die Festigung deutschen Volkstums, im April des Jahres 1940, die Enteignungen und Vertreibung der auf dem Gebiet lebenden Bewohner vorzubereiten. Die verschiedenen Flurstücke des zum Konzentrationslager auserkorenen betroffenen Gebietes befanden sich dabei teils in privatem wie auch in ehemals staatlichem (d. h. polnischem), städtischem oder kirchlichem Besitz.
Zum Zeitpunkt des Beschlusses zur Lagererweiterung im März des Jahres 1941 wurde das Lager selbst und seine unmittelbare Umgebung von Seiten der SS als „Interessengebiet KL Auschwitz“ deklariert. Man erklärte das gesamte Areal zum Sperrgebiet und gliederte es mit Wirkung zum 31. Mai aus der lokalen Verwaltungs- und Gemeindestruktur aus. Die Erklärung zum Interessen- und Sperrgebiet war jedoch nur der erste Schritt. Langfristig sollte das gesamte Gebiet zu einem „Gutsbezirk der Waffen-SS“ umgewandelt und damit Eigentum der SS werden.
Die Verhandlungen der SS mit den Zivilbehörden über die vollständige Umwandlung in einen Gutsbezirk sollten bis zur Mitte des Jahres 1943 andauern. Zu diesem Zeitpunkt bestand der Gesamtlagerbereich verwaltungstechnisch aus dem bereits erwähnten Gutsbezirk, der das Vernichtungslager Birkenau umfasste, dem eigentlichen Stammlager und dem außerhalb des Interessengebietes gelegenen Arbeitslager Monowitz. Am 31. Mai 1943 jedoch verfügte der Oberpräsident der Provinz Oberschlesien Fritz Bracht mit Wirkung zum 1. Juni 1943 für den Gesamtlagerkomplex die Bildung eines eigenständigen „Amtsbezirks Auschwitz“. Der Lagerkommandant sollte dabei fortan auch die Funktion eines „Amtskommissars“ mit sämtlichen Befugnissen der Zivilverwaltung innehaben. Die Verwaltungsstruktur des Amtsbezirks sollte bis zum Ende des Lagers und der Befreiung durch sowjetische Truppen beibehalten werden.

## Gaskammern und Krematorien
Der industrialisierte Massenmord fand in verschiedenen Gebäuden statt. Die Hauptaufgabe einzelner und zu diesem Zweck ausgebildeter SS-Männer war das Einschütten des Zyklon B in die Vorrichtungen der Gaskammern. Um die Psyche von SS-Männern zu schonen, wurde ein Arbeitskommando von Häftlingen gezwungen, anstrengende Arbeiten zu verrichten, beispielsweise mussten sie den Abtransport der Leichen aus den Gaskammern übernehmen und die anschließende Verbrennung der Leichen in den Krematorien und Verbrennungsgruben durchführen (siehe Häftlings-Sonderkommando KZ Auschwitz-Birkenau).

## Mescalin-Experimente und andere Menschenversuche
Wie im KZ Dachau wurden auch im KZ Auschwitz Experimente mit Mescalin unternommen. Der Standortarzt Wirths, der SS-Hauptsturmführer Bruno Weber, Leiter des Hygiene-Institutes, und der SS-Sturmbannführer Victor Capesius, Chef der SS-Apotheke, erforschten die Wirkung von Mescalin und seine Anwendungsmöglichkeiten bei Verhören.

## Todesmärsche und Befreiung des Lagers
Die Anzahl der Häftlinge im Lagerkomplex betrug im August 1944 noch 140.000; im Vorfeld der Räumung befanden sich noch 31.000 aus Auschwitz sowie 36.000 in fast 30 zugehörigen Außenlagern.
Zwischen dem 17. Januar und dem 23. Januar 1945 wurden noch etwa 56.000 Häftlinge von der SS aus dem Gebiet „evakuiert“ und größtenteils in Todesmärschen nach Westen getrieben. Eine Kolonne musste in das 55 km entfernte Gleiwitz marschieren, eine zweite kleinere in das 65 km entfernte Loslau. Von dort aus wurden die meisten in offenen Güterwagen nach Buchenwald, Mauthausen, Ravensbrück, Bergen-Belsen oder Mittelbau-Dora gebracht. Kleinere Gruppen kamen nach Flossenbürg, Dachau und Neuengamme. 15.000 Häftlinge mussten zu Fuß rund 250 km weiter nach Groß-Rosen marschieren.
Am 27. Januar 1945 wurden die in Auschwitz verbliebenen marschunfähigen Häftlinge durch sowjetische Truppen der 322. Infanteriedivision der I. Ukrainischen Front befreit. Von den noch angetroffenen etwa 7000 überlebenden Häftlingen verstarben – trotz medizinischer Hilfe – in den folgenden Tagen viele. Die Angaben reichen z. B. im Lager Monowitz von 600 bis 850 Personen.

## Opferzahlen
Zwischen 1940 und Januar 1945 waren knapp über 400.000 Häftlinge in den drei Konzentrationslagern Auschwitz und seinen Nebenlagern registriert. Etwa zwei Drittel der registrierten Häftlinge waren Männer, ein Drittel Frauen.
Durch die vielen unregistrierten Opfer lag die Gesamtzahl jedoch weit höher, denn die meisten Deportierten wurden ohne Registrierung unmittelbar von der Rampe ins Gas geschickt. Allein die Anzahl der nach Auschwitz deportierten oder dort geborenen Kinder liegt bei etwa 232.000, von denen wiederum nur wenige überlebten. In den ersten Jahrzehnten nach Kriegsende waren Teile der Häftlingsunterlagen verschollen, es konnten daher vielfach nur Schätzungen publiziert werden. Die Zahl der Ermordeten beläuft sich demnach auf 1,1 bis 1,5 Millionen.
Die Wertgegenstände der Ermordeten ließ die SS in mehreren Effektenkammern des KZ sammeln; das Raubgold wurde anschließend nach Berlin geschickt.

## Fluchten und Fluchtversuche
In einer „sorgfältigen Untersuchung aller erhaltengebliebenen Unterlagen“, hat ein wissenschaftlicher Mitarbeiter des Museums von Auschwitz (Tadeusz Iwaszko) 667 Fluchten nachweisen können (darunter 16 von Frauen). Dieser Untersuchung zufolge sind mindestens 270 Geflohene wiederergriffen oder bereits beim Fluchtversuch gestellt worden. Im Auschwitzer Bunkerbuch befindet sich demnach bei drei im Jahr 1941 in den Bunker eingelieferten Häftlingen der Vermerk „von der Flucht zurück“, im Jahr 1942 bei 59 und im darauffolgenden Jahr bei 119 Häftlingen. Im Januar 1944 seien fünf Häftlinge „von der Flucht zurück“ in den Bunker gebracht worden. Nur bis zu diesem Zeitpunkt ist das Bunkerbuch erhaltengeblieben. Nachträglich sei es gelungen, die Anschriften von etwa 100 aus Auschwitz Geflohenen zu ermitteln. Die Flucht und das darauffolgende Leben im Untergrund oder bei Partisanen haben demnach mindestens etwa 100 und höchstens 397 der Gefangenen überstanden, die nachweislich geflohen sind.
Aus dem am schärfsten bewachten Stammlager sei etwas mehr als ein Viertel der Fluchten erfolgt und aus Birkenau, wo deutlich mehr Häftlinge interniert gewesen sind, als im Stammlager, seien fast genauso viele geflohen, wie aus sämtlichen Außenlagern zusammen, welche bessere Möglichkeiten zur Flucht boten, da sie nicht so streng bewacht wurden und dort eher ein Kontakt zur Außenwelt hergestellt werden konnte.
SS-Angehörige erschossen die anderen Häftlinge während ihres Ausbruchsversuchs beziehungsweise ermordeten diese nach ihrer Wiederergreifung. Häufig wurden Fluchtversuche mit Verhungern im Bunker bestraft; oft wurden auch die Familienangehörigen von Flüchtigen verhaftet und zur Abschreckung ausgestellt. Eine andere Strafe bestand darin, Mitgefangene für eine Flucht büßen zu lassen.
Am 6. Juli 1940 gelang Tadeusz Wiejowski die erste Flucht in Begleitung von zwei Mitgliedern der polnischen Widerstandsbewegung, die als „zivile Arbeiter“ im Lager angestellt waren. Wiejowski überlebte den Krieg nicht.
Am 20. Juni 1942 gelang den vier Polen Kazimierz Piechowski Stanisław Gustaw Jaster, Józef Lempart und Eugeniusz Bendera die Flucht aus dem Lagerteil Auschwitz I. Sie brachten SS-Uniformen und Waffen an sich und fuhren mit einem gestohlenen Fahrzeug aus dem Lagergelände heraus. Einer der Flüchtlinge trug einen Bericht über die Zustände im KZ Auschwitz bei sich, der für das Oberkommando der Polnischen Heimatarmee geschrieben worden war.
Vereinzelten Häftlingen gelang bereits in einer frühen Ausbauphase die Flucht, so dass sie Berichte über die Zustände im Lager an die alliierten Regierungen weiterleiten konnten (siehe Vrba-Wetzler-Bericht, Pilecki-Bericht). Diese Berichte wurden von Alliierten in Nachkriegsprozessen verwendet (siehe Auschwitz-Protokolle).

## Wach- und Lagerpersonal
Der Großteil der ab 1940 von der SS eingesetzten fast 10.000 Personen zum Betreiben des Lagers bestand hauptsächlich aus den Wachmannschaften der SS-Totenkopfverbände und deren Führung. Die zentrale SS-Inspektion der Konzentrationslager (IKL) bestimmte die personellen Strukturen und die Personalentscheidungen auch in diesen drei Konzentrations- und deren Nebenlagern.

## Zeit nach der Befreiung

### Hilfsaktionen für befreite Häftlinge
Unmittelbar nach der Befreiung des Lagerkomplexes wurden für die dort verbliebenen Häftlinge durch sowjetisches und polnisches Sanitätspersonal sowie polnische Bürger Hilfsmaßnahmen eingeleitet. Dabei wirkten auch Auschwitzüberlebende mit, so unter anderem die Ärzte Berthold Epstein und Otto Wolken. Überlebende, die dazu körperlich noch in der Lage waren, konnten das Lager verlassen und nach Hause zurückkehren. Mehr als 4500 befreite Häftlinge aus mehr als 20 Ländern wurden in dem ehemaligen Konzentrationslager in Lazaretten gepflegt und medizinisch versorgt. Die Kranken litten größtenteils an Hungerdurchfall. Viele der kranken Häftlinge starben trotz intensiver medizinischer Bemühungen, auch weil anfangs nicht ausreichend Sanitätspersonal zur Verfügung stand. So war kurz nach der Befreiung eine Rotkreuzschwester für 200 Kranke zuständig, die Lage besserte sich jedoch zunehmend. Es wurden in den Lazaretten schließlich Fachabteilungen eingerichtet, so unter anderem Tuberkulosestationen und Abteilungen für Innere Medizin sowie seelische Erkrankungen. Die Patienten mussten vorsichtig an die Nahrungsaufnahme wieder gewöhnt werden. Aufgrund ihrer Lagererfahrungen waren viele der zu pflegenden Auschwitzüberlebenden traumatisiert. So wehrten sich beispielsweise einige von ihnen gegen die Injektion von Medikamenten aufgrund der in der Lagerhaft gemachten Erfahrungen mit todbringenden Phenolspritzen, mit denen SS-Angehörige Häftlinge ermordet hatten. Zwar konnte die Mehrzahl der befreiten Häftlinge im April und Mai 1945 die Lazarette verlassen, dennoch waren bis Juni 1945 über 300 Häftlinge zu schwach, um das Lager verlassen zu können.

### Vorübergehende Nutzung als Internierungslager
Spätestens im April 1945 errichtete die sowjetische Militärverwaltung (SMAD) auf dem Gelände des ehemaligen Stammlagers und im ehemaligen Lagerbereich Birkenau einige Durchgangslager. Reichsdeutsche Kriegsgefangene und Zivilisten vor allem aus Oberschlesien wurden inhaftiert und bis Herbst 1945 (Stammlager) beziehungsweise Frühjahr 1946 (Birkenau) in die Sowjetunion deportiert. Ihre Gesamtzahl belief sich auf rund 12.000. Zwischen April 1945 und Mai 1946 starben etwa 150 dieser Internierten.

### Teilweiser Abbruch des Lagers

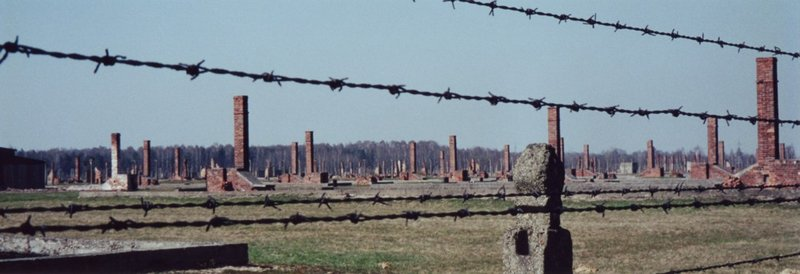
Ruinen der Baracken vom KZ Auschwitz-Birkenau (2002)

Nach der Befreiung des KZ Auschwitz wurden bewegliche Gegenstände, darunter auch Maschinen aus den Fabrikhallen, durch die sowjetische Militäradministration in die Sowjetunion verbracht. Bei der Auslagerung ganzer Lagermagazine gelangten auch Dokumente, darunter 46 Sterbebücher, in die Sowjetunion. Sie wurden 1992 an das Staatliche Museum in Polen zurückgegeben. Wahrscheinlich ab Anfang 1946 wurde durch polnische Behörden bewegliches Lagergut aus dem ehemaligen Konzentrationslager geschafft. Allein 1946 wurden etwa 200 Holzbaracken in Birkenau abgerissen. Auch Einwohner aus der Umgebung beschafften sich dort Baumaterial und anderes bewegliches Gut.

## Strafverfolgung
Nach Kriegsende wurden die Gewaltverbrechen im KZ-Komplex Auschwitz in verschiedenen NS-Prozessen behandelt.
- 1945/46: Nürnberger Prozess gegen die Hauptkriegsverbrecher (erster Nürnberger Prozess). Es wurde u. a. der Vrba-Wetzler-Bericht aus dem Jahr 1944 vorgelegt, ein amtliches Dokument der USA über den Lagerkomplex Auschwitz.
- 1945: Bergen-Belsen-Prozess (einige der Angeklagten waren zuvor in Birkenau tätig gewesen, dies wurde mitverhandelt)
- 11.–29. März 1947: Höß-Prozess vor dem Obersten Nationalen Tribunal Polens in Warschau gegen den ehemaligen SS-Kommandanten Rudolf Höß
- 1947: Krakauer Auschwitzprozess
- 1947: Prozess gegen das Wirtschafts- und Verwaltungshauptamt der SS (vierter Nürnberger Nachfolgeprozess)
- 1947/48: I.G.-Farben-Prozess (sechster Nürnberger Nachfolgeprozess) bezüglich Auschwitz III (Monowitz)
- 1947/48: Prozess gegen das Rasse- und Siedlungshauptamt der SS (achter Nürnberger Nachfolgeprozess), bezüglich Beteiligung an Deportationen von Juden
- ab 1965: Frankfurter Auschwitzprozesse
- 2015: Lüneburger Auschwitzprozess

## Gedenkstätten, Mahnmale, Kultur

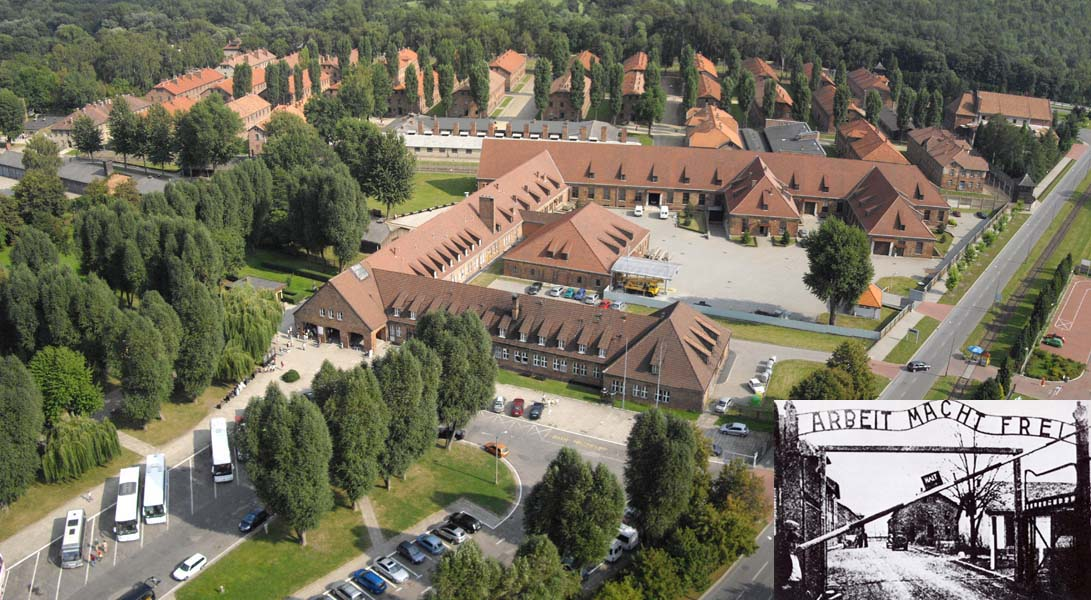
Luftaufnahme der heutigen Gedenkstätte (ehemaliges Stammlager)

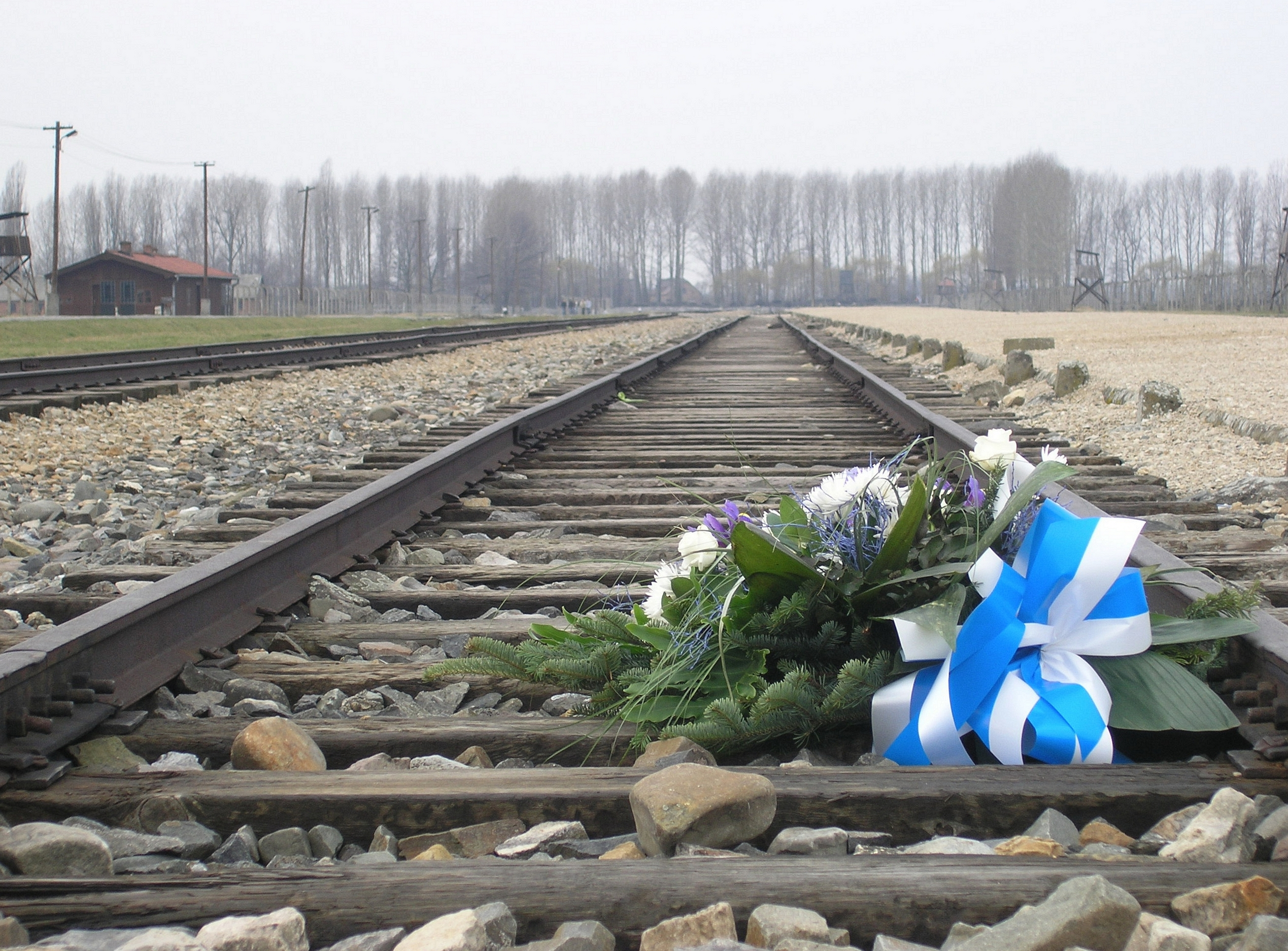
Blumen zum Gedenken auf den Bahngleisen der Entladerampe im KZ Auschwitz-Birkenau (März 2007)

Neben verschiedenen Mahnmalen befindet sich auf dem Gelände der Hauptlager Auschwitz I und Auschwitz II heute eine polnische Gedenkstätte: das Staatliche Museum Auschwitz-Birkenau, in dem auch historisch geforscht wird. Seit dem 27. Juni 2007 trägt das Museumsgelände als UNESCO-Weltkulturerbe die Bezeichnung Auschwitz-Birkenau – deutsches nationalsozialistisches Konzentrations- und Vernichtungslager. Auch der Marsch der Lebenden findet auf dem ehemaligen Lagergelände statt. Das Internationale Auschwitz Komitee ist eine Vereinigung ehemaliger Häftlinge. Der größere Teil der Ausstellungen ist im Bereich des ehem. Hauptlagers Auschwitz I, nicht in dem damals auch als Auschwitz-Birkenau bezeichneten ehem. Hauptlager II.
In der Stadt Oświęcim befindet sich das Jüdische Zentrum Oświęcim/Auschwitz als Gedenkort und als Museum der ehemaligen jüdischen Kultur in der Region.

### Erinnerung
Der 27. Januar ist alljährlicher Holocaust-Gedenktag an die Befreiung der über 7.000 Überlebenden durch die Rote Armee aus dem KZ Auschwitz. Trotz der Befreiung, starben noch Hunderte der oftmals bis zu lebensbedrohlich erkrankten Befreiten an den Folgen des Vernichtungslagers. Andere berichten über ihre Auschwitzerfahrungen bis heute i. S. d. Aufklärung und Erinnerung. 2025 ist der 80. Jahrestag des Ereignisses. Dem gebührend gedenken insbesondere deutsche Politiker und die Überlebenden sowie Angehörige dem Befreiungstag. Auschwitz wurde im Laufe der Zeit zu Symbol und Synonym der nationalsozialistischen Gewaltverbrechen, mit Fokus auf den systematischen Judenmorden.

### Die Violine von Auschwitz
Als die „Violine von Auschwitz“ wird eine Geige bezeichnet, die einem der täglich im KZ spielenden Orchesterspieler gehörte, und die Konzentrationslager als eine von 30 weiteren Geigen überstand. Der israelische Violinist Guy Braunstein nahm mit der „Violine von Auschwitz“ zweimal am Konzertprojekt 'Geigen der Hoffnung' teil. 1994 erschien ein gleichnamiger Roman der Autorin Maria Àngels Anglada mit historischer Bezugnahme.

## Dokumentarfilme
- Auschwitz – Das Projekt (Frankreich, 2017, 57 Min., Regie: E. Weiss, deutsche und frz. Fassungen) – ein Überblick über den räumlichen Ausbau der KZ-Auschwitz-Bauten von 1940 bis 1945 (Musterstadt und das Netz von Konzentrationslagern und Zwangsarbeits-Stätten in Industrie und Landwirtschaft) in der besetzten Region westlich von Krakau mittels Luftbildaufnahmen in der Gegenwart.
- Shoah (Frankreich, 1985, Regie: C. Lanzmann, mehrstündig, vorwiegend Interviews, deutsche und frz. Fassungen)
- Auschwitz. Die Täter, die Opfer, die Hintergründe (Originaltitel: Auschwitz: The Nazis and the ’Final Solution‘; Großbritannien, 2005, 285 Min., Buch: Laurence Rees) – 6-teilige Dokumentation, Interviews mit Insassen (u. a. Eva Mozes Kor, Helena Citrónová und Kazimierz Smoleń) und Wachpersonal (u. a. Oskar Gröning) und Nachstellung wichtiger Ereignisse
- Die Auschwitz-Dialoge (Polen/Deutschland, 2007)
- Das Geheimnis der Auschwitz-Alben. Fotos aus der Hölle. Dokumentarfilm, ZDF 2016, Regie: Winfried Laasch. Erstmals wird in dieser Dokumentation die Person und die Rolle des SS-Fotografen in Auschwitz Bernhard Walters und die chronologische Abfolge der Aufnahmen des Auschwitz-Albums untersucht.
- 1944: Bomben auf Auschwitz? (Deutschland, 2017, Regie: Mark Hayhurst, Erstsendung am 21. Januar 2020 auf Arte) – Doku mit Spielszenen auf der Basis historischer Zitate und Interviews mit Zeitzeugen[34]
- Ein Tag in Auschwitz. TV-Dokumentation in HD von Winfried Laasch, Friedrich Scherer. ZDF 2020. Auf Grundlage der Fotografien vom Mai 1944 aus dem privaten Fotoalbum von SS-Fotografen / Hauptscharführer Bernhard Walter (Erkennungssdienststelle im Haus-Block 26). Mitwirkend: Stefan Hördler (Historiker; Universität Göttingen), Irene Weiss (Auschwitz-Überlebende), Dario Gabbai (Auschwitz-Überlebender des Sonderkommandos), Czeslaw Mordowicz (Auschwitz-Überlebender, Blockschreiber in Block 18, später nach Absetzung im Strafkommando und schließlich erfolgreiche Lagerflucht, youtube.com).
- Auschwitz. Die Täter, die Opfer, die Hintergründe. (Originaltitel: Auschwitz: The Nazis and the ’Final Solution‘.) 6-teilige Dokumentarfilmreihe von Laurence Rees (Buch, Regie), Großbritannien 2005, 285 Min., Interviews mit Insassen (u. a. Eva Mozes Kor, Helena Citrónová).
- Auschwitz - Überleben in der Hölle: Terror (1/3).; Auschwitz - Überleben in der Hölle: Todesfabrik (2/3).; Auschwitz - Überleben in der Hölle: Befreiung (3/3). 3-teilige TV-Dokumentation von Katarina Schickling, Deutschland 2025 für ZDFinfo.